# Friedrich Schlutter
Friedrich Ernst Schlutter (* 14. Mai 1811 in Poris; †  8. Dezember 1888 in Dresden) war ein deutscher Privatgelehrter und Mitglied der Frankfurter Nationalversammlung sowie des Stuttgarter Rumpfparlaments.

## Leben

Eintrag im Schwarzen Buch der Bundeszentralbehörde

Schlutter wurde 1811 als Sohn eines Bauern und Anspanners geboren und studierte nach dem Besuch des Herzoglichen Friedrichs-Gymnasiums in Altenburg von 1831 bis 1833 evangelische Theologie, Philologie und Germanistik an den Universitäten in Jena und Halle. Im Wintersemester 1831/32 wurde er Mitglied der Burschenschaft Germania Jena. Aufgrund dieser Mitgliedschaft und wegen seiner Freundschaft zu Fritz Reuter wurde er 1833 verhaftet. Es folgte ein Untersuchungsverfahren, dem er aber durch Flucht in die Schweiz entgehen konnte, mit der Folge, dass er ab dem 19. Juli 1835 vom Altenburger Stadtgericht steckbrieflich gesucht wurde. Im Schwarzen Buch der Frankfurter Bundeszentralbehörde ist er wegen seiner Beteiligung an der Burschenschaft unter Nr. 1455 vermerkt.
Von 1835 bis 1836 studierte er Rechtswissenschaften in Zürich und war im Anschluss bis 1842 privater Sprach- und Turnlehrer in Lausanne. Von 1843 bis 1846 arbeitete er in Genua als Hauslehrer beim Schweizer Konsul. Nach erfolgter Amnestie 1846 wurde er bis 1850 Privatgelehrter in Dresden und zwischenzeitlich in Paris. Er wurde 1848 Abgeordneter der Frankfurter Nationalversammlung für den Wahlbezirk Sachsen-Meiningen-Hildburghausen (Sachsen-Altenburg) und gehörte dort der Fraktion Donnersberg und dem Märzverein an. 1849 wurde er Abgeordneter des Stuttgarter Rumpfparlaments und musste im selben Jahr über die Schweiz nach England fliehen, wo er von 1850 bis 1854 als Sprachlehrer und dann bis 1870 als Professor an der Kriegsakademie in Woolwich wirkte. 1870 zog er nach Dresden, wo er bis zu seinem Tod als Privatgelehrter lebte.

## Veröffentlichungen
- German class-book, a course of instruction based on Becker's system. Edinburgh 1865.